# Omgeving (wiskunde)

Er is een infinitesimaal kleine schijf rondom deel, die helemaal in ligt.

In de topologie en aanverwante deelgebieden van de wiskunde is een omgeving een van de basisbegrippen voor een topologische ruimte. Het geeft een abstracte en precieze betekenis aan 'dichtbij'. Intuïtief gesproken is een omgeving van een punt een verzameling die dit punt omvat, en waarbij men vanuit dit punt infinitesimaal kleine verplaatsingen kan doen zonder deze verzameling te verlaten. Het punt ligt in het inwendige van de verzameling punten, maar niet op de rand ervan. Anders gezegd is een verzameling {\displaystyle V} in het vlak een omgeving van een punt {\displaystyle p}, wanneer een infinitesimaal kleine schijf rondom {\displaystyle p} deel van {\displaystyle V} uitmaakt. Vergelijk het met de grafiek.
Een open verzameling is altijd een omgeving voor alle punten die er van deel uitmaken. Een verzameling {\displaystyle V} is open dan en slechts dan als {\displaystyle V} een omgeving is van alle punten in {\displaystyle V}.

## Definities

### Topologische ruimte
Als {\displaystyle X} een topologische ruimte en {\displaystyle p} een punt in {\displaystyle X} is, dan is een omgeving van {\displaystyle p} een verzameling {\displaystyle V}, die een open verzameling {\displaystyle U} bevat, zodat {\displaystyle p} in {\displaystyle U} ligt. 
{\displaystyle p\in U\subseteq V}.
Dit betekent hetzelfde dat {\displaystyle p\in X} een inwendig punt van {\displaystyle V} is. 
Merk op dat de omgeving {\displaystyle V} zelf geen open verzameling hoeft te zijn. Als {\displaystyle V} open is dan wordt {\displaystyle V} een open omgeving genoemd. Sommige auteurs definiëren omgevingen als open verzamelingen. Een verzameling {\displaystyle V} die een omgeving van alle punten in {\displaystyle V} is, is open, aangezien {\displaystyle V} dan een vereniging is van open verzamelingen die allemaal een deelverzameling van {\displaystyle V} zijn. De verzameling van alle omgevingen van een punt noemt men het omgevingssysteem van dat punt. 
Als {\displaystyle W} een deelverzameling van {\displaystyle X} is, dan is een omgeving van {\displaystyle W} een verzameling {\displaystyle V} die een open verzameling {\displaystyle U} bevat die op zijn beurt weer {\displaystyle W} bevat.
{\displaystyle W\subseteq U\subseteq V}.
De volgende beweringen over een deelverzameling {\displaystyle W\subset V} zijn gelijkwaardig:
- {\displaystyle V} is een omgeving van {\displaystyle W}.
- {\displaystyle V} is een omgeving van alle punten in {\displaystyle W}.
- {\displaystyle W} is een deelverzameling van het inwendige van {\displaystyle V} is.

### Metrische ruimte
Een verzameling {\displaystyle V} in een metrische ruimte {\displaystyle M=(X,d)} is een omgeving van een punt {\displaystyle p}, als er een open schijf {\displaystyle S} met middelpunt {\displaystyle p} en straal {\displaystyle r} bestaat, zodanig dat 
{\displaystyle S(p,r)=\{x\in X\mid d(x,p)<r\}}
een deelverzameling is van {\displaystyle V}. 
{\displaystyle V} wordt een omgeving van een verzameling {\displaystyle W} genoemd, indien er een positief getal {\displaystyle r} bestaat, zodanig dat dezelfde vergelijking voor alle elementen {\displaystyle p\in W} van {\displaystyle W} geldt. 
Dit is voor twee dimensies geschreven, maar geldt in het algemeen voor een willekeurig aantal dimensies.

### Uniforme omgeving
Voor {\displaystyle r>0} is de {\displaystyle r}-omgeving {\displaystyle S(r)} van een verzameling {\displaystyle W} de verzameling van alle punten in {\displaystyle X} die op een afstand minder dan {\displaystyle r} van {\displaystyle W} liggen, of hetzelfde, {\displaystyle S(r)} is de vereniging van alle open schijven van straal {\displaystyle r} die zijn gecentreerd op een punt in {\displaystyle W}. Hieruit volgt rechtstreeks dat een {\displaystyle r}-omgeving een uniforme omgeving is en dat een verzameling een uniforme omgeving is dan en slechts dan als de verzameling een {\displaystyle r}-omgeving bevat voor enige waarde van {\displaystyle r}.
Voorbeeld
Gegeven de verzameling van de reële getallen {\displaystyle \mathbb {R} } met de gebruikelijke euclidische metriek en een deelverzameling {\displaystyle V} gedefinieerd als 
{\displaystyle V=\bigcup _{n\in \mathbb {N} }S(n\ ,\ 1/n)}
dan is {\displaystyle V} een omgeving voor de verzameling {\displaystyle \mathbb {N} } van de natuurlijke getallen, maar is {\displaystyle V} geen uniforme omgeving van deze verzameling.

## Topologie van omgevingen
Bovenstaande definitie komt van pas als de notie van een open verzameling al is gedefinieerd. Er is echter een alternatieve manier om een topologie te definiëren, namelijk door eerst het omgevingssysteem te definiëren, en vervolgens open verzamelingen te definiëren als die verzamelingen die een omgeving van elk van hun punten bevatten. 
Een omgevingssysteem op {\displaystyle X} de toekenning is van een filter {\displaystyle N(x)} (op de verzameling {\displaystyle X}) aan elke {\displaystyle x} in {\displaystyle X,} zodanig dat 
1. het punt {\displaystyle x} een element is van elke {\displaystyle U} in {\displaystyle N(x)}
2. elke {\displaystyle U} in {\displaystyle N(x)} enige {\displaystyle V} in {\displaystyle N(x)} bevat, zodanig dat voor elke {\displaystyle y\in V,}, {\displaystyle U} deel uitmaakt van {\displaystyle N(y).}

Men kan laten zien dat beide definities compatibel zijn, dat wil zeggen dat de topologie die wordt verkregen uit het omgevingssysteem dat is gedefinieerd door gebruik te maken van open verzamelingen de oorspronkelijk is en vice versa wanneer men start vanuit het omgevingssysteem.  

## Geperforeerde omgeving
Een geperforeerde omgeving van een punt {\displaystyle p}, soms ook een verwijderde omgeving genoemd, is een omgeving van {\displaystyle p}, zonder {\displaystyle \{p\}.} Het interval {\displaystyle (-1,1)} is bijvoorbeeld een omgeving van 0 op de reële lijn, zodanig dat de verzameling {\displaystyle (-1,0)\cup (0,1)=(-1,1)\setminus \{0\}} een geperforeerde omgeving van 0 is. Merk op dat een geperforeerde omgeving van een gegeven punt in feite geen omgeving van dat punt is.

## Overige eigenschappen
In de gewone topologie op de reële getallen is een verzameling, {\displaystyle V} een omgeving van een getal {\displaystyle r,} dan en slechts dan als de afstand van dat getal tot het complement van {\displaystyle V} strikt positief is. Deze eigenschap geldt in willekeurige metrische ruimten.
In een {\displaystyle T_{1}}-ruimte is {\displaystyle x} het enige punt dat tot alle omgevingen van {\displaystyle x} behoort. Deze eigenschap is kenmerkend voor {\displaystyle T_{1}}-ruimten. De scheidingsaxioma's spelen daarbij een rol.
Een punt {\displaystyle x} behoort tot de topologische sluiting van een verzameling {\displaystyle V\subset X} als en slechts als {\displaystyle V} alle omgevingen van {\displaystyle x} snijdt.

## Omgevingenfilter
De verzameling {\displaystyle {\mathcal {V}}_{x}} van alle omgevingen van een gegeven punt {\displaystyle x} vormt een filter:
1. {\displaystyle {\mathcal {V}}_{x}} is niet leeg, want de ruimte {\displaystyle X} behoort ertoe,
2. {\displaystyle {\mathcal {V}}_{x}} bevat niet alle deelverzamelingen van {\displaystyle X}, want omgevingen van {\displaystyle x} moeten minstens {\displaystyle x} zelf bevatten,
3. de doorsnede van twee omgevingen van {\displaystyle x} is een omgeving van {\displaystyle x} en
4. een uitbreiding van een omgeving van {\displaystyle x} is een omgeving van {\displaystyle x}.

Men noemt {\displaystyle {\mathcal {V}}_{x}} het omgevingenfilter van {\displaystyle x}.